# Cyphita rufofusellus
Cyphita rufofusellus är en fjärilsart som beskrevs av Caradja 1931. Cyphita rufofusellus ingår i släktet Cyphita och familjen mott. Inga underarter finns listade i Catalogue of Life.